# 娑提
娑提（सती / Satī、或譯薩蒂），正式名稱為达刹约尼（दाक्षायनि / Dākshāyani），印度神話中女天神提毗的一員，司婚姻幸福及長壽，印度婦女經常供奉她，以求自己丈夫的長壽。
她是达刹的女兒，她愛上了不討她父親歡心的破壞神濕婆，並發展了一段印度神話中動人的戀愛故事。為向對其戀人濕婆不尊的父親達剎表達不滿而投火自盡，靈魂轉世為雪山神女並與濕婆再度相戀。南亞各性力派聖地則是她屍體散落的地方。

## 參看
- 娑提 (習俗)